# Fraccionamiento Villa de las Flores
Fraccionamiento Villa de las Flores är en ort i Mexiko.   Den ligger i kommunen Silao de la Victoria och delstaten Guanajuato, i den centrala delen av landet, 290 km nordväst om huvudstaden Mexico City. Fraccionamiento Villa de las Flores ligger 1 770 meter över havet och antalet invånare är 331.
Terrängen runt Fraccionamiento Villa de las Flores är huvudsakligen platt, men norrut är den kuperad. Runt Fraccionamiento Villa de las Flores är det ganska tätbefolkat, med 207 invånare per kvadratkilometer. Närmaste större samhälle är Guanajuato, 18,1 km nordost om Fraccionamiento Villa de las Flores. Trakten runt Fraccionamiento Villa de las Flores består till största delen av jordbruksmark.